# Russell Barkley
Russell A. Barkley (1949) è uno psicologo statunitense.

## Biografia
Insegna psicologia clinica per psichiatri all'Università Medica della Carolina del Sud. È autore di svariati libri sull'ADHD. È ricercatore dal 1973 e psicologo professionista dal 1977. È un esperto del disordine del deficit di attenzione/iperattività e ha dedicato una gran parte della sua carriera scientifica allo studio dell'ADHD e dei relativi problemi nei bambini.
I suoi interessi di ricerca includono il disturbo oppositivo provocatorio. Ha proposto di cambiare il nome del SCT (rallentamento cognitivo) a disturbo da deficit di concentrazione (CDD).
È autore di 15 libri e di più di 180 pubblicazioni scientifiche. Barkley è autore del "The ADHD Report", una comunicazione periodica per gli operatori clinici e i genitori.

## Libri
- Barkley, Russell A., 1949-, Attention-deficit hyperactivity disorder : a handbook for diagnosis and treatment, Guilford Press, 2006, ISBN 978-1-59385-210-8, OCLC 60766970.
- Barkley, Russell A., 1949-, ADHD and the nature of self-control, Guilford Press, 1997, ISBN 978-1-57230-250-1, OCLC 37179557.
- Barkley, Russell A., 1949-, Taking charge of ADHD : the complete, authoritative guide for parents, ISBN 978-1-4625-0789-4, OCLC 825196454.
- Murphy, Kevin R., 1952- e Fischer, Mariellen., ADHD in adults : what the science says, Guilford Press, 2008, ISBN 978-1-59385-586-4, OCLC 156863705.
- Barkley, Russell A., 1949-, Attention deficit hyperactivity disorder in adults : the latest assessment and treatment strategies, Jones and Bartlett Publishers, 2010, ISBN 978-0-7637-6564-4, OCLC 269433017.
- Barkley, Russell A., 1949-, Taking charge of adult ADHD, Guilford Press, 2010, ISBN 978-1-60623-338-2, OCLC 471811806.
- Barkley, Russell A., 1949-, Executive functions : what they are, how they work, and why they evolved, Guilford Press, 2012, ISBN 978-1-4625-0535-7, OCLC 773666263.
- Barkley, Russell A., 1949-, Defiant children : a clinician's manual for assessment and parent training, Guilford Press, 1997, ISBN 978-1-57230-123-8, OCLC 35836746.

## Riconoscimenti
- C. Anderson Aldrich Award, 1996, da parte dell'"American Academy of Pediatrics", "for outstanding research in child health and human development".
- Distinguished Contribution Award to Research, 1998, da parte de "the Section of Clinical Child Psychology of the American Psychological Association".
- Science Dissemination Award, 2003, da parte della "Society for Scientific Clinical Psychology of the American Psychological Association